# EA Black Box
EA Black Box (ehemals Black Box Games) war ein Videospielentwickler mit Sitz in Burnaby, British Columbia, Kanada, der 1998 von ehemaligen Mitarbeitern von Radical Entertainment gegründet und später von Electronic Arts (EA) übernommen wurde. Bekannt sind die Entwickler vor allem für die Need-for-Speed- und Skate-Reihe. Das Studio wurde während der Entwicklung von Need for Speed: World in Quicklime Games umbenannt. Nach einer Reihe von Umstrukturierungen wurde EA Black Box im April 2013 geschlossen.

## Geschichte
Black Box Games produzierte in seinen Anfangsjahren für Publisher wie Midway Games, Sega und EA. Während der Entwicklung von Need for Speed: Hot Pursuit 2 im Juni 2002 wurde Black Box Games von Electronic Arts (EA) übernommen und wurde zu einer Tochtergesellschaft von EA Canada. Im Zuge der Übernahme wurde der Name des Studios in EA Black Box geändert.
Am 19. Dezember 2008 gab EA bekannt, dass sie im Rahmen der weltweiten Konsolidierungspläne von EA den Studiostandort Vancouver von EA BlackBox stilllegen und den Betrieb in die Burnaby-Einrichtungen von EA Canada verlagern werden. Verantwortliche betonten, dass EA Black Box offen bleiben würde, und erwarteten, dass der Umzug bis Juni 2009 abgeschlossen sein würde. Das Studio blieb Teil des Labels EA Games und war unabhängig vom EA Sports Studio, das sich ebenfalls in der Burnaby-Einrichtung befand.
Im Februar 2012 bestätigte EA eine Reihe von Entlassungen bei EA Canada und EA Black Box, und dass die Studios in Richtung „wachstumsstarker digitaler Formate“, einschließlich Online, Social Gaming und Free-to-play, umgestaltet würden. EA gab kein Statement ab, ob die Marke von EA Black Box bestehen bleiben würde.
Im Juli 2012 wurde EA Black Box während der Entwicklung des PC-Spiels Need for Speed: World in Quicklime Games umbenannt, unter dessen Namen es bis zu seiner Schließung im April 2013 betrieben wurde.
Die Verantwortung für das Need-for-Speed-Franchise übernahm Ghost Games.

## Spiele
| Titel                         | Jahr | Plattform | Plattform | Plattform | Plattform | Plattform | Plattform | Plattform | Plattform | Plattform |
| Titel                         | Jahr | GCN       | Mac       | PC        | PS1       | PS2       | PS3       | Wii       | Xbox      | X360      |
| ----------------------------- | ---- | --------- | --------- | --------- | --------- | --------- | --------- | --------- | --------- | --------- |
| NASCAR 2001                   | 2000 | –         | –         | –         | Ja        | –         | –         | –         | –         | –         |
| NHL 2K                        | 2000 | –         | –         | –         | –         | –         | –         | –         | –         | –         |
| NHL Hitz 20-02                | 2001 | Ja        | –         | –         | –         | Ja        | –         | –         | Ja        | –         |
| NHL Hitz 20-03                | 2002 | Ja        | –         | –         | –         | Ja        | –         | –         | Ja        | –         |
| Need for Speed: Hot Pursuit 2 | 2002 | –         | –         | –         | –         | Ja        | –         | –         | –         | –         |
| NHL 2004                      | 2003 | Ja        | –         | Ja        | –         | Ja        | –         | –         | Ja        | –         |
| Need for Speed: Underground   | 2003 | Ja        | –         | Ja        | –         | Ja        | –         | –         | Ja        | –         |
| NHL 2005                      | 2004 | Ja        | –         | Ja        | –         | Ja        | –         | –         | Ja        | –         |
| Need for Speed: Underground 2 | 2004 | Ja        | –         | Ja        | –         | Ja        | –         | –         | Ja        | –         |
| Need for Speed: Most Wanted   | 2005 | Ja        | –         | Ja        | –         | Ja        | –         | –         | Ja        | Ja        |
| Need for Speed: Carbon        | 2006 | Ja        | Ja        | Ja        | –         | Ja        | Ja        | Ja        | Ja        | Ja        |
| NBA Street Homecourt          | 2007 | –         | –         | –         | –         | –         | Ja        | –         | –         | Ja        |
| Skate                         | 2007 | –         | –         | –         | –         | –         | Ja        | –         | –         | Ja        |
| Need for Speed: ProStreet     | 2007 | –         | –         | Ja        | –         | Ja        | Ja        | Ja        | –         | Ja        |
| Skate It                      | 2008 | –         | –         | –         | –         | –         | –         | Ja        | –         | –         |
| Need for Speed: Undercover    | 2008 | –         | –         | Ja        | –         | Ja        | Ja        | Ja        | –         | Ja        |
| Skate 2                       | 2009 | –         | –         | –         | –         | –         | Ja        | –         | –         | Ja        |
| Need for Speed: World         | 2010 | –         | –         | Ja        | –         | –         | –         | –         | –         | –         |
| Skate 3                       | 2010 | –         | –         | –         | –         | –         | Ja        | –         | –         | Ja        |
| Need for Speed: The Run       | 2011 | –         | –         | Ja        | –         | –         | Ja        | Ja        | –         | Ja        |